# Sveriges statsskick
Sveriges statsskick är det politiska system som reglerar den offentliga styrelsen av Sverige. Statsskicket bestäms av den skrivna författningen (i Sveriges grundlagar) och grundlagarnas propositioner, men bygger också på traditioner och praxis, till exempel ifråga om partiväsendet.
Sverige är en parlamentarisk demokrati men samtidigt en monarki med en kung som statschef. Första kapitlet av regeringsformen slår fast att Sveriges statsskick bygger på folksuveränitetsprincipen, parlamentarism, kommunalt självstyre, samt att Sverige är en konstitutionell monarki. Grundläggande för den offentliga verksamheten skall vara individens välfärd, jämlikhet mellan könen, skydd av den enskildes friheter och rättigheter, och att etniska, språkliga och religiösa minoriteters egna kultur och samhällsliv skall kunna utvecklas. Tack vare att yttrandefrihetsgrundlagen och tryckfrihetsförordningen har ställning av grundlag, har den fria åsiktsbildningen och det fria ordet en framträdande roll.

## Lagstiftande makt

### Riksdagen

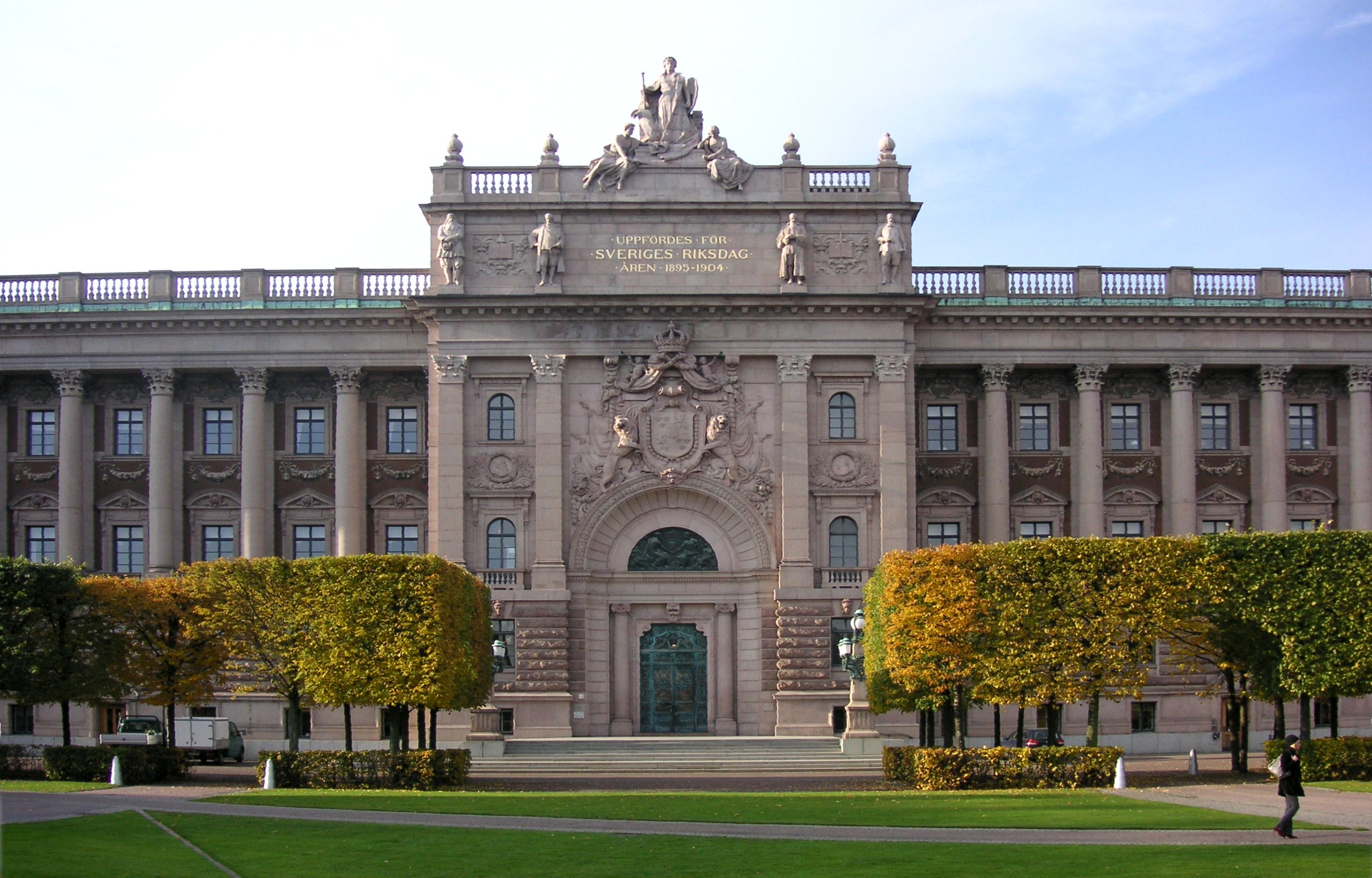
Riksdagshusets entre på Helgeandsholmen i Stockholm.

Sveriges riksdag är landets lagstiftande organ, inför vilken regeringen är ansvarig. Riksdagen har även ansvaret för att fastställa statsbudgeten, det vill säga att besluta om statens utgifter och inkomster. Regeringen har å sin sida rätt och även skyldighet att lägga fram ett förslag till ny statsbudget, en så kallad budgetproposition, men det är riksdagens uppgift att ta ställning till förslaget. Lagförslag kan framläggas av regeringen eller representanter från riksdagen. Vidare har riksdagen till uppgift att tillsätta och avsätta regering (egentligen statsminister, som i sin tur får talmannens uppdrag att bilda regering) samt kontrollera densamma. 
Riksdagen består av en kammare med 349 ledamöter, som väljs enligt ett proportionellt valsystem i allmänna val vart fjärde år. Valdagen är andra söndagen i september, samtidigt väljs också kommunfullmäktigeledamöter och regionfullmäktigeledamöter. Riksdagens arbete leds av en talman (se även lista över talmän i Sveriges riksdag).

### Lagstiftningsprocessen
Den svenska lagstiftningsprocessen är indelad i olika moment. Det första steget är att regeringen – eller i mer sällsynta fall, riksdagen – tar initiativ till att tillsätta en statlig utredning. Utredningen lägger fram ett förslag till förändring i form av en rapport som utreder frågan. Rapporten publiceras i den serie utredningar som kallas Statens offentliga utredningar (SOU). Om frågan utreds internt inom regeringskansliet publiceras den i Departementsserien (Ds).
Utredningens förslag skickas på remiss till ett antal remissinstanser, organisationer som anses ha väsentliga saker att säga att om förslaget. Remissinstanserna återkommer, om de vill, till departementet med sina synpunker. När remissvaren har kommit in till ansvarigt departement sammanställs de av departementets tjänstemän. Därefter skriver departementet ett utkast till en proposition, den innehåller såväl lagförslag som bakgrundsbedömning av frågan. Texten skickas också på så kallad delning till andra berörda departement.
Utkastet till lagtext skickas vanligtvis till Lagrådet för yttrande. Lagrådet ser över om propositionen strider mot grundlagen eller andra lagar och lämnar synpunkter i form av ett yttrande. Lagrådet har emellertid ingen vetorätt. Efter lagrådets granskning tas en slutlig version av propositionstexten fram av det ansvariga departementet. 
När regeringen beslutat om en proposition skickas den till riksdagen. Det riksdagsutskott inom riksdagen som ansvarar för propositionens område behandlar propositionen och skriver ett utskottsbetänkande. Riksdagsledamöterna kan även komma med motförslag eller förslag på ändringar i form av egna motioner som svar på propositionen. Lagstiftning kan också komma till som en följd av motioner som lagts spontant. Betydligt fler motioner än propositioner läggs fram som förslag till riksdagen. I princip avslås dock alla motioner som läggs fram. Regeringspartiernas riksdagsledamöter väntas istället påverka propositionerna genom sina partier. Oppositionens ledamöter får sällan igenom sina förslag.
Ifall riksdagen ställer sig bakom regeringens proposition eller någon motion och beslutar om en ny lag, får regeringen i uppdrag att kungöra den nya lagen. Detta gör regeringen via Svensk författningssamling.

## Verkställande makt

### Regeringen

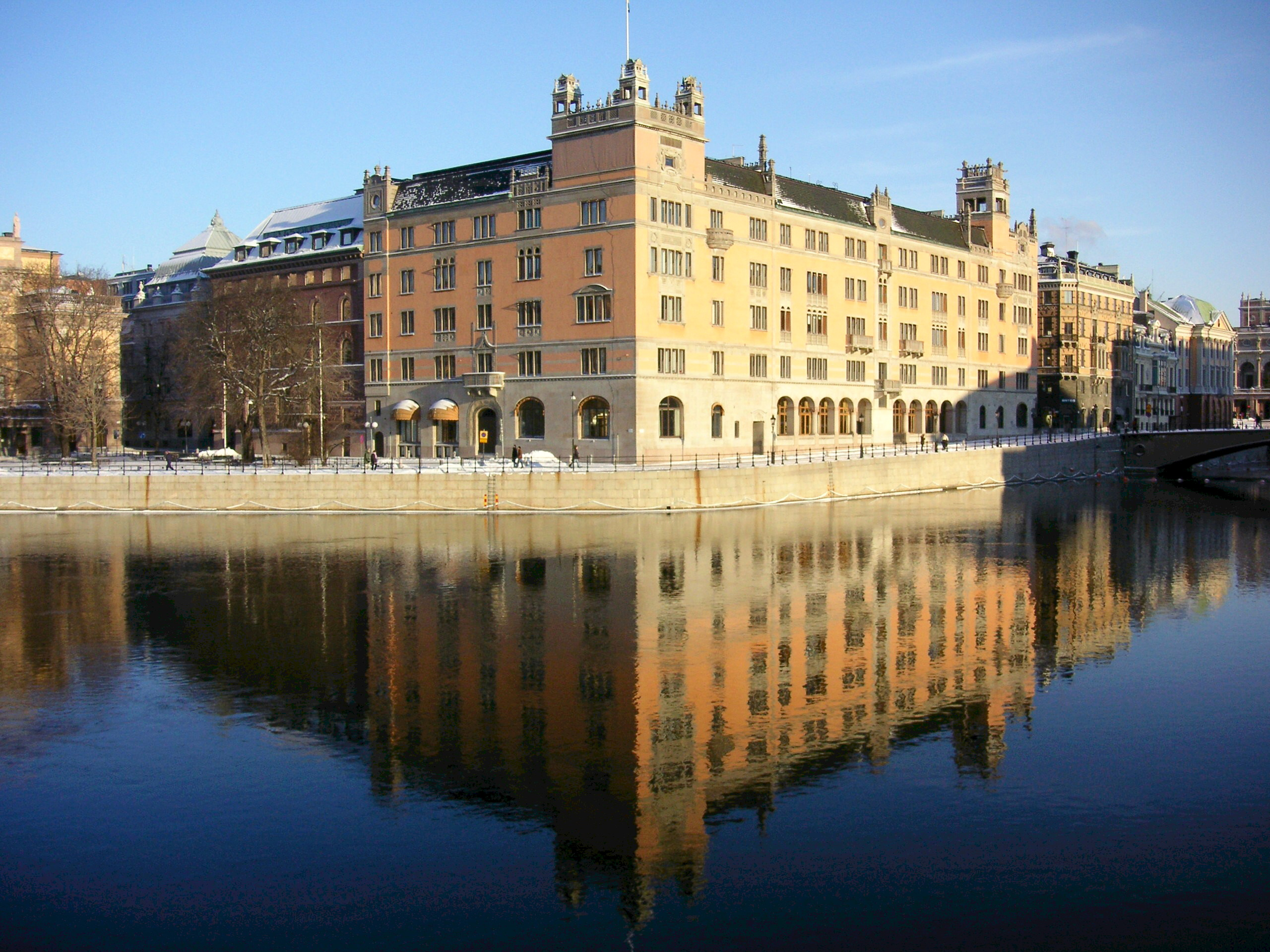
Regeringens främsta byggnad är Rosenbad som ligger på Norrmalm i Stockholm.

Sveriges regering är landets verkställande organ och består av ett kabinett av statsråd, vanligtvis runt 20 till antalet, under ledning av en statsminister. Regeringen har till uppgift att styra riket. Tidigare hade kungen många av de maktbefogenheter som regeringen numera har, men i och med parlamentarismens genombrott 1917 övertog regeringen i praktiken kungens faktiska myndighetsutövande. Från och med 1974 års regeringsform har regeringen även formellt ansvaret för att styra riket. Regeringen har i princip ansvar för allting som enligt regeringsformen inte tillkommer riksdagen, det vill säga allt utom budgetreglering och lagstiftning. Denna behörighet brukar kallas för restkompetensen. Regeringen är till exempel statsförvaltningens högsta chef och har rätt att utfärda verkställighetsföreskrifter till lagarna och har rätt att förordna om extra val till riksdagen. Regeringens makt anses ha stärkts i Sverige på senare år, i förhållande till Riksdagen, bland annat som en följd av EU-medlemskapet.
Statsministern utses av riksdagens talman och bekräftas av riksdagen. Ministrarna (statsråden), som ofta ansvarar för departement, utses av statsministern. Regeringen bildas genom att talmannen sammanträder med företrädarna för riksdagspartierna och de vice talmännen. Talmannen föreslår en statsministerkandidat för riksdagen, som därefter röstar om förslaget. Såvida inte minst hälften av ledamöterna röstar emot har den nya regeringen antagits. Statsministern får i uppdrag att välja ut de övriga statsråd som ska ingå i den nya regeringen. Antalet statsråd finns inte reglerat i grundlagarna.

### Offentlig förvaltning
Statsförvaltningen i Sverige har två huvuduppgifter. Dels ska den ta fram underlag för politiska beslut som fattas av bland andra riksdag, regering och fullmäktigeförsamlingar, och dels ska den verkställa de politiskt fattade besluten. Vad gäller verkställandet av politiska beslut, har de olika förvaltningsorganen relativt stor frihet. Enligt regeringsformens 12 kap. 2 § har förvaltningsmyndigheten rätt att själv fatta beslut i enskilda fall som rör myndighetsutövningen. Riksdagen eller regeringen får enligt grundlagen alltså inte tvinga riksdagens verk eller ett statligt verk att fatta ett visst beslut i ett enskilt fall; om statsråd gör så kallas det ”ministerstyre”. De politiska besluten har med tiden blivit allt mindre detaljerade, och präglas idag av ramlagstiftning och målstyrning. Statsförvaltningen brukar indelas i tre nivåer: 
- den centrala förvaltningen (till exempel departement och centrala förvaltningsmyndigheter)
- den regionala förvaltningen (till exempel länsstyrelserna)
- den lokala statsförvaltningen (till exempel polis- och brandstationer eller försäkringskassorna).

De statliga förvaltningsmyndigheterna delas i sin tur in i riksdagens myndigheter och regeringens myndigheter. Riksdagens myndigheter, som är sju till antalet, är bland annat Riksbanken, Riksrevisionen, och Justitieombudsmannen. Regeringens myndigheter och statliga bolag lyder under respektive departement, och är flera till antalet.

### Kommersiell verksamhet
Staten bedriver också företagsverksamhet, normalt i konkurrens med mer privatägda företag. Numera har staten försökt renodla det så att sådan verksamhet bedrivs som aktiebolag utan statliga bidrag. Tidigare var det mer vanligt att statliga verk (ett slags myndigheter) delvis bedrev kommersiell verksamhet sammanblandat med myndighetsuppgifter. Flertalet statliga verk har bolagiserats till statliga bolag, och i vissa fall privatiserats, och myndighetsutövandet har flyttats över till separata myndigheter. En hel del av den kommersiella verksamheten bedrivs i samhällsnyttiga branscher där det av säkerhets- eller effektivitetsskäl har ansetts lämpligt med en enda nationell operatör, som då bör vara statlig antingen för att skattebidrag behövs eller för att styra över prissättningen. Exempel är post, infrastruktur, ståltillverkning och apotek.

## Statschefen

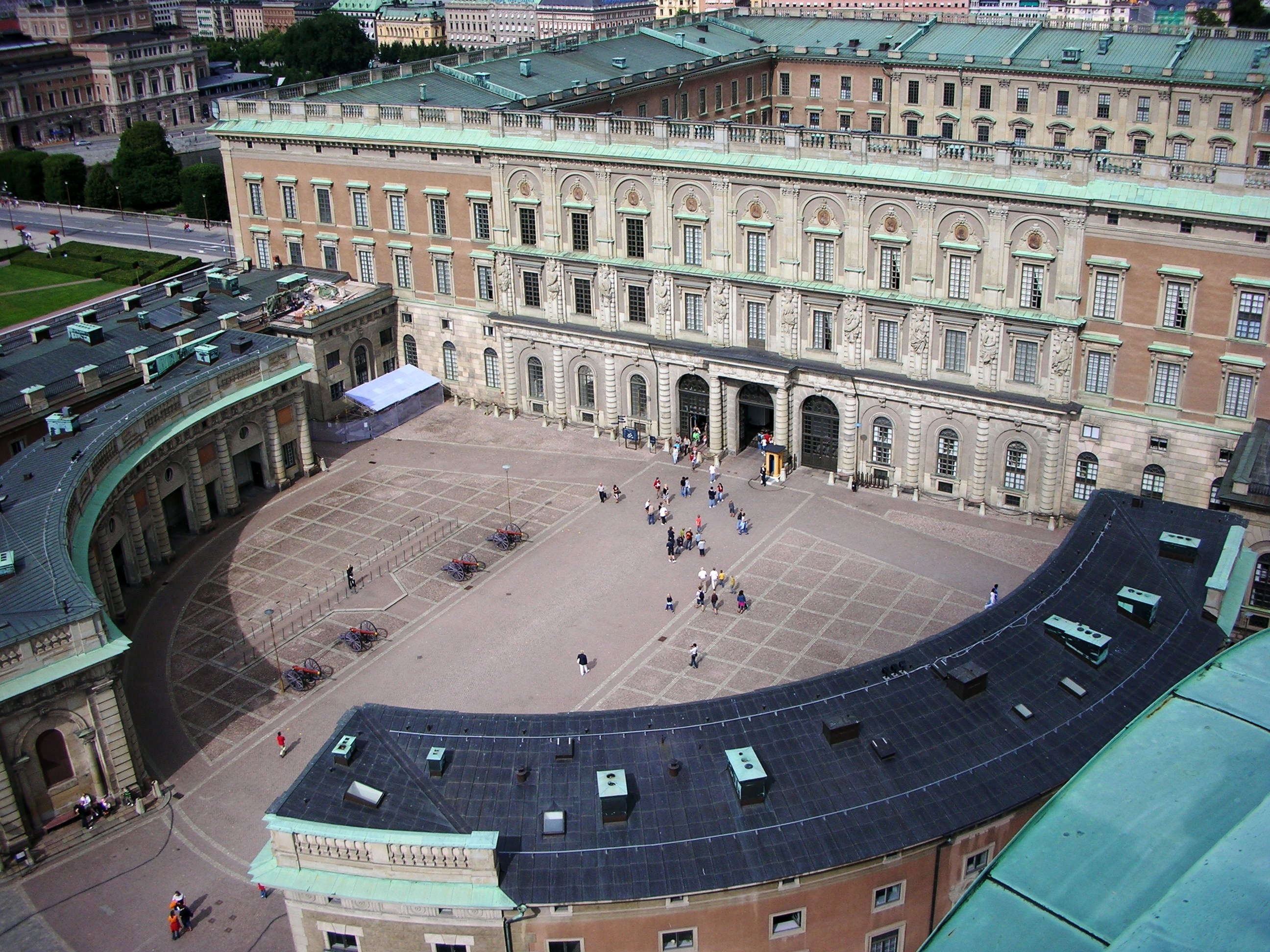
Stockholms slott är Sveriges statschefs officiella residens.

Sverige är en konstitutionell monarki vilket innebär att statschefen är en konung eller en regerande drottning. Ämbetet är ärftligt, och arvsföljden regleras av successionsordningen. Enligt den nu gällande successionsordningen kan tronen endast ärvas av arvingar till kung Carl XVI Gustaf. Arvsrätten till kronan bygger på tre huvudprinciper; för det första kognatisk tronföljd, vilket innebär att både män och kvinnor kan ärva tronen. För det andra på primogenitur, det vill säga att den förstfödde ärver kronan, och för det tredje på lineal tronföljd, vilket betyder att kronan ärvs i rakt nedstigande led.
I och med förändringarna i 1974 års regeringsform har statschefen i stort sett bara representativa funktioner. Konungen undertecknar inte längre regeringsbeslut och han kan heller inte tillsätta eller avskeda vare sig statsministern eller enskilda statsråd (något som inte skett sedan 1910-talet). Statschefen är dock fortfarande ordförande i Utrikesnämnden och är även den som förklarar riksmötet öppnat. Regeringsskiften sker vid en särskild konselj inför statschefen och Riksdagens talman. Konungen tar emot och ackrediterar främmande staters ambassadörer i Sverige vid en särskild audiens och han skriver under svenska ambassadörers kreditivbrev för att kunna verka i främmande stater. Han avlägger även officiella statsbesök för Sveriges räkning och är värd då utländska statschefer besöker Sverige.
Om statschefen inte har fullgjort sina plikter under sex månader måste regeringen anmäla detta till riksdagen, som då får ta ställning till om statschefen ska anses ha avgått eller inte. Om monarken av någon anledning tillfälligt inte är tillgänglig, måste en riksföreståndare utses.

## Dömande makt

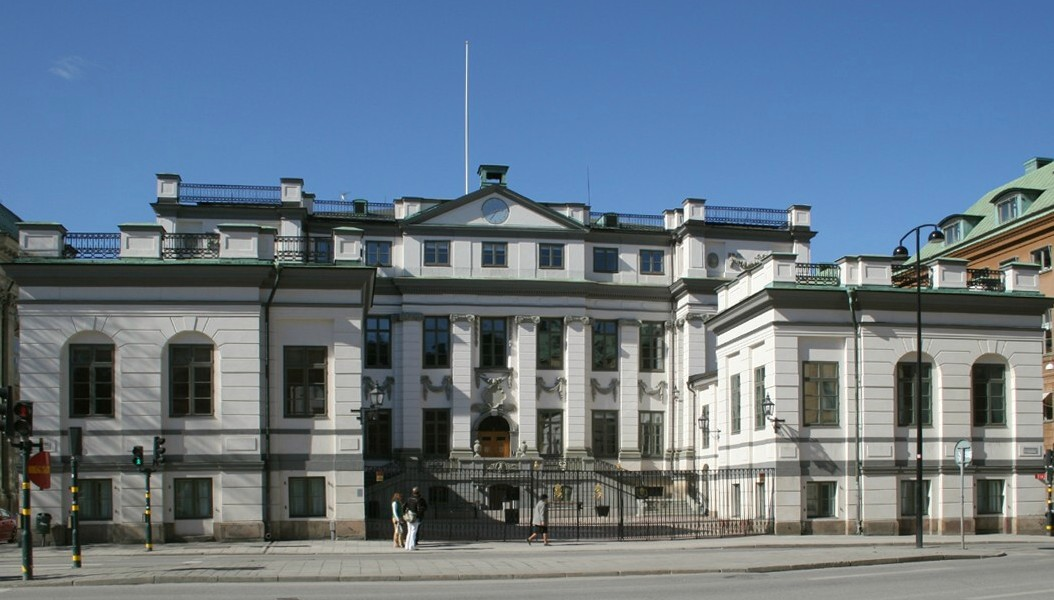
Högsta domstolens huvudbyggnad Bondeska palatset i Gamla stan i Stockholm.

Den dömande makten i Sverige utgörs av det svenska rättsväsendet. Det juridiska systemet är uppdelat i rättsinstanser som handhaver civila rättsaker och straffsaker, samt specialrättsinstanser som har ansvaret för det juridiska förhållandet mellan offentligheten och regeringen eller andra offentliga myndigheter. Sveriges rättssystem är uppdelat i instanser bestående av lokala rättsinstanser (tingsrätter), regionala appellrättsinstanser (hovrätter) och en högsta domstol. Sveriges rättssystem bygger på principen att lagens innehåll helt ska beslutas av de demokratiskt valda politikerna medan rättssystemet bara tjänar som uttolkare.

## Kontrollmakt

### Ombudsmännen
Ombudsmännen är myndigheter med uppdrag att representera personer, företag med mera, exempelvis i rättsliga sammanhang samt att kontrollera myndigheterna. Ombudsmannasystemet omfattar statliga tjänstemän med uppdrag att skydda medborgarna mot olagliga åtgärder, främst mot myndigheter. Sverige har eller har haft ett antal sådana officiella ombudsmän sedan Justitieombudsmannen inrättades år 1714. Ombudsmannasystemet är därmed en svensk institutionell uppfinning. Ombudsmännen tillhör olika huvudmän men verkar helt självständigt. Den ombudsman som sorterar under Riksdagen heter Justitieombudsmannen. Den ombudsman som sorterar under regeringen heter Justitiekanslern. De arbetar med kontroll av myndigheterna. Till dessa tillkommer ombudsmän för konsumentfrågor, barn samt för likabehandlings- och diskrimineringsfrågor.

### Riksrevisionen
Riksrevisionen är en grundlagsskyddad, oberoende granskare av statens verksamhet. Myndigheten granskar och rapporterar om brister i regeringens förvaltning, myndigheter och statliga bolag. Riksrevisionens uppdrag är att granska den statliga verksamheten och därigenom medverka till god resursanvändning och en effektiv förvaltning i staten. Riksrevisionen är en myndighet under Sveriges riksdag och är en del av riksdagens kontrollmakt.

## Grundlagarna
Sverige har fyra grundlagar, Regeringsformen, Successionsordningen, Tryckfrihetsordningen och Yttrandefrihetsgrundlagen.

## Valsystemet
Sverige har i likhet med grannländerna Norge och Danmark ett proportionellt valsystem och många olika partier att rösta på. Vid val till riksdagen är Sverige indelat i 29 valkretsar med sammanlagt 310 mandat. Därutöver fördelas 39 utjämningsmandat. Fördelningen av mandat sker med den jämkade uddatalsmetoden med en spärr på 4 procent av de giltiga rösterna (fyraprocentsspärren).
Valsystemet fördelar väljarna i ett antal valkretsar som var och en ger ett antal mandat, i allmänhet fler än ett. Dessa mandat fördelas sedan med d’Hondts metod, jämkade uddatalsmetoden eller annan liknande metod, efter antalet röster varje lista får i valkretsen. Resultatet kan sedan förbättras ytterligare genom att ett antal utjämningsmandat ges till listor som inte fått sin proportionerliga andel av mandaten.

### Val till Europaparlamentet

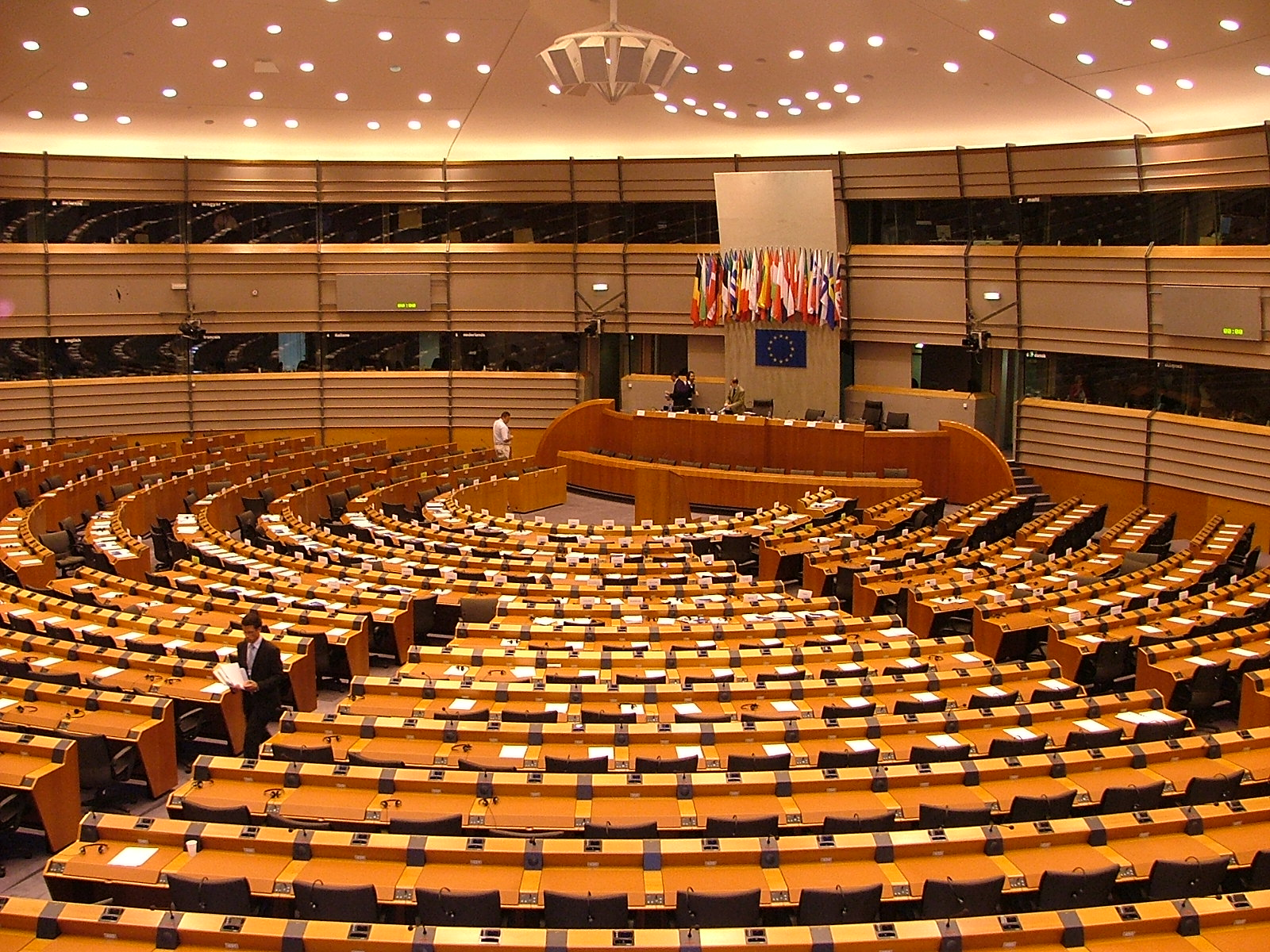
Mandatfördelningen mellan medlemsstaterna i parlamentet är degressivt proportionell.

Val till Europaparlamentet, Europeiska unionens direktvalda församling sker vart femte år. Det finns inget enhetligt valsystem vid val av Europaparlamentariker; snarare är det upp till varje medlemsstat att utforma sitt eget valsystem så länge följande tre krav uppfylls:
- Systemet måste vara ett proportionellt valsystem, antingen med partilistor eller med enkel överförbar röst.
- Valmanskåren får delas upp i flera valkretsar så länge det inte påverkar valsystemets utformning och proportionaliteten i någon större utsträckning.
- Ingen spärrgräns på nationell nivå får överstiga 5 procent.

Fördelningen av mandaten mellan medlemsstaterna baserar sig på principen om degressiv proportionalitet, vilket innebär att ländernas invånarantal har betydelse, men att mindre länder har relativt till sin befolkning fler mandat än större länder.

## Administrativ indelning
Sverige räknas som en enhetsstat men är ändå starkt decentraliserat. Landet är uppdelat i 21 län. I varje län finns en länsstyrelse, utnämnd av regeringen. I varje län finns också en region som är den lokala folkrepresentationen. Varje län är vidare uppdelat i kommuner, med totalt 290 kommuner år 2004. Historiskt och traditionellt finns även uppdelning i landskap och landsdelar. Det kommunala självstyret är mycket starkt i Sverige och regleras i Regeringsformen.

### Kommuner och regioner
I regeringsformen sägs det att det svenska folkstyret ska förverkligas bland annat genom kommunal självstyrelse, i vad som kallas primärkommuner och regionkommuner (i dagligt tal och senare lagstiftning bara region). Kommunerna och regionerna ansvarar för en stor mängd tjänster som ska komma medborgarna till godo, till exempel sjukvård, renhållning, socialtjänst och äldreomsorg. Verksamheten finansieras med skatter som kommunen tar ut av sina medlemmar, det vill säga alla som bor inom kommunens geografiska område. Från 1990-talet och framåt har allt fler uppgifter flyttats från statlig till kommunal nivå, till exempel inom barnomsorg, skola och miljö. Samtidigt har kommunernas handlingsfrihet minskat på grund av en striktare statlig kontroll, framförallt av kommunernas ekonomi.
Kommuner och regioner har offentligrättsliga befogenheter, till exempel rätt att ta ut skatt och bedriva myndighetsutövning, men de är samtidigt föremål för en särskild statlig kontroll. Vilka verksamhetsområden som omfattas av det kommunala självstyret föreskrivs till stor del i vanlig lagstiftning. De övergripande ramarna för kommunernas och regionerna befogenheter anges i kommunallagen. Enligt kommunallagen får kommunerna och regionerna ha hand som sådant som är av ”allmänt intresse” för dess medlemmar eller för det geografiska området. Samtidigt begränsar kommunallagen kommunernas och regionernas befogenheter, till exempel får de inte driva näringsverksamhet i vinstsyfte eller bryta mot lokaliseringsprincipen (verksamheten måste ha en koppling till kommunens medlemmar eller geografiska område). 
Riksdagen föreskriver vidare genom lag en rad obligatoriska förvaltningsuppgifter som åligger kommunerna. Detta görs i speciallagar som i allt högre utsträckning gjorts om till ramlagar, till exempel socialtjänstlagen, renhållningslagen och miljöbalken. Ramlagarna ger kommunen större handlingsfrihet, eftersom man inom ramarna för vad lagen föreskriver kan anpassa verksamheten till lokala förutsättningar och resurser. Man kan även till exempel erbjuda en mer omfattande service än vad som ramlagens miniminivå anger. Samtidigt kan speciallagstiftningen inskränka kommunernas frihet, eftersom den medför en ökad statlig kontroll och insyn.

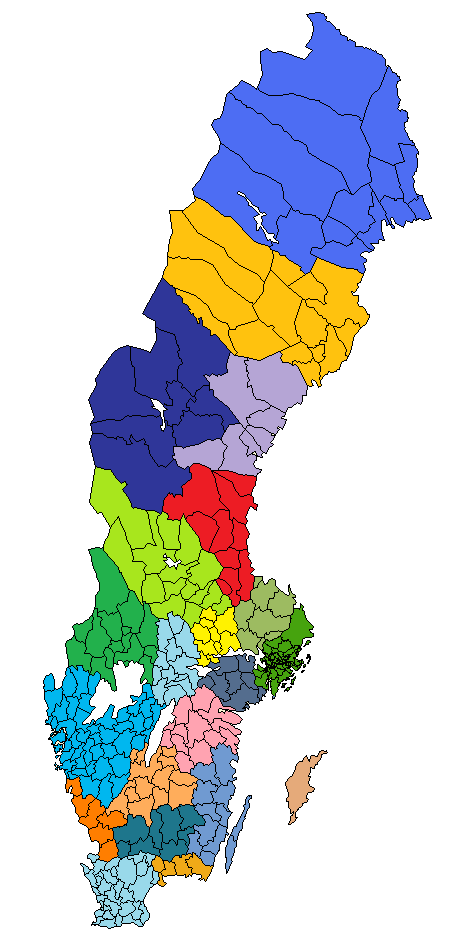
Sveriges administrativa indelning i län och kommuner.

Kommunernas beskattningsrätt är grundlagsskyddad, men det är omtvistat hur denna beskattningsrätt ska tolkas i praktiken. Under senare delen av 1900-talet försvann till exempel kommunernas möjlighet att beskatta företag och fastigheter, och i början av 1990-talet beslutade riksdagen vid ett flertal tillfällen om att tillfälligt upphäva kommunernas och regionernas rätt att höja skattesatserna.
Kommuner och regioner styrs av fullmäktigeförsamlingar, vars medlemmar utses vart fjärde år i allmänna val. Kommun- och regionvalen hålls samtidigt som riksdagsvalet. Fullmäktige utser en styrelse – kommunens ”regering”. I kommuner kallas styrelsen kommunstyrelse, och i regioner regionstyrelse.

## Europeiska unionen och dess institutioner
Utövandet av den politiska makten i Sverige regleras även av Europeiska unionen (EU), som Sverige blev medlem av år 1995. Enligt den nuvarande grundlagen kan riksdagen överlåta beslutanderätten för alla politikområden till EU, förutom när det gäller principerna för statsskicket. EU:s beslut införs i Sverige i form av dels EU-förordningar och dels EU-direktiv. EU-förordningar gäller direkt såsom de är skrivna och kräver därför ingen ny lagstiftning i Sverige. Direktiven är något lösare formulerade och måste omvandlas – transponeras – till svensk lag. De flesta nya lagar tillkommer till följd av EU-direktiv eller förordningar.[källa behövs] Sverige är en av de stater som i högst grad väljer att följa EU:s direktiv. Av 1521 EU-direktiv för den interna marknaden, hade 99,6 procent transponerats korrekt till lag i Sverige till och med november år 2009. Även andra internationella organisationer har betydelse, till exempel Förenta Nationerna och Världshandelsorganisationen. Motsvarande höga följsamhet som den gentemot EU gäller även för andra internationella konventioner, rekommendationer och beslut.